# Potters Village
Potters Village är en ort i Antigua och Barbuda.   Den ligger i parishen Parish of Saint John, i den centrala delen av landet, 5 kilometer sydost om huvudstaden Saint John's. Potters Village ligger 36 meter över havet och antalet invånare är 1 433. Den ligger på ön Antigua.
Terrängen runt Potters Village är platt åt nordost, men åt sydväst är den kuperad. Närmaste större samhälle är Saint John's, 4,9 kilometer nordväst om Potters Village. 
Omgivningarna runt Potters Village är en mosaik av jordbruksmark och naturlig växtlighet. Runt Potters Village är det ganska tätbefolkat, med 222 invånare per kvadratkilometer.